# Irena Pasternak
Irena Marianna Pasternak (ur. 4 stycznia 1933 w Krzyżanowicach k. Iłży, zm. 18 kwietnia 2009 w Starachowicach) – polska nauczycielka i polityk, posłanka na Sejm PRL VIII kadencji.

## Życiorys
W 1972 uzyskała tytuł zawodowy magistra pedagogiki na Uniwersytecie Warszawskim. W 1955 wstąpiła do Polskiej Zjednoczonej Partii Robotniczej, gdzie była sekretarzem podstawowej organizacji partyjnej w środowisku nauczycielskim. Pełniła liczne funkcje w harcerstwie. Była działaczką Towarzystwa Przyjaciół Dzieci, Związku Nauczycielstwa Polskiego, Towarzystwa Krzewienia Kultury Świeckiej, Towarzystwa Przyjaźni Polsko-Radzieckiej i Ligi Obrony Kraju, a także dyrektorem Przedszkola Miejskiego nr 6 w Starachowicach. W latach 1980–1985 pełniła mandat posłanki na Sejm PRL VIII kadencji w okręgu Skarżysko-Kamienna. Zasiadała w Komisji Handlu Wewnętrznego, Drobnej Wytwórczości i Usług, Komisji Oświaty i Wychowania, Komisji Oświaty, Wychowania, Nauki i Postępu Technicznego oraz w Komisji Rynku Wewnętrznego, Drobnej Wytwórczości i Usług. Otrzymała Medal 30-lecia Polski Ludowej.
Pochowana na cmentarzu komunalnym w Starachowicach.